# Liste von Psychiatrien in Sachsen
Die Liste von Psychiatrien in Sachsen ist eine unvollständige Liste und erfasst ehemalige und aktuelle psychiatrische Fachkliniken des Landes Sachsen.

## Liste
| Name | Ort             | Gründung          | Bemerkungen | Bild |
| --- | --------------- | ----------------- | --- | ---- |
| Fachkrankenhaus für Psychiatrie, Psychotherapie und Neurologie                                           | Zschadraß       | 1868              | |      |
| Fachkrankenhaus Bethanien Hochweitzschen                                                                 | Großweitzschen  | 15. Dezember 1874 | |      |
| Sächsisches Krankenhaus Altscherbitz                                                                     | Altscherbitz    | 1876              | |      |
| Tagesklinik für Kinder- und Jugendpsychiatrie und -psychotherapie Plauen                                 | Plauen          | 1893              | |      |
| Sächsisches Krankenhaus Rodewisch, Zentrum für Psychiatrie, Psychotherapie, Psychosomatik und Neurologie | Rodewisch       | 25. Juli 1893     | |      |
| Park-Klinikum Leipzig                                                                                    | Leipzig         | 1901              | Gegründet als Heilanstalt Dösen.                                                                                        |      |
| Sächsisches Krankenhaus Großschweidnitz                                                                  | Großschweidnitz | 1902              | |      |
| Sächsisches Krankenhaus Arnsdorf                                                                         | Arnsdorf        | 1912              | Gegründet als „Königlich-Sächsische Heil- und Pflegeanstalt Arnsdorf“, später „Landes-Heil- und Pflegeanstalt Arnsdorf“ |      |
| Schloss Hubertusburg                                                                                     | Wermsdorf       | 1945              | |      |
| HELIOS Klinik Schwedenstein                                                                              | Pulsnitz        | 1994              | |      |
| Asklepios Fachklinikum Wiesen                                                                            | Wildenfels      |                   | [ 1 ] |      |